# Emma Gad
Pour les articles homonymes, voir Gad.
Emma Gad (21 janvier 1852 - 8 janvier 1921), née Emma Halkier, est une écrivaine et socialite danoise qui écrit des pièces et des livres souvent satiriques. Bien qu’elle soit une écrivaine prolifique, beaucoup de ses œuvres tombent dans l'oubli après sa mort. Takt og Tone, un livre sur l'étiquette dans la haute société, écrit durant sa vieillesse, est une œuvre qui est restée populaire. 
Elle a reçu une médaille d'or du mérite en 1905. Aujourd'hui, ses œuvres sont conservées à la Bibliothèque royale du Danemark.

## Biographie
Gad grandit dans une maison relativement aisée et reçoit une bonne éducation. Elle épouse Nicolas Urban Gad, un contre-amiral, en 1872. Ils ont eu deux fils : Henry et Urban Gad, qui deviendra cinéaste et épousera Asta Nielsen. Elle est membre de nombreux syndicats et de sociétés de femmes à Copenhague et son domicile est un haut lieu de rencontre pour les intellectuels du Danemark au tournant du siècle. 
En 1886, elle se produit comme dramaturge à la Stærekassen (en) du Théâtre royal danois, mettant en scène ses propres pièces jusqu’en 1913. Sa pièce, Et Sølvbryllup, est refusée par le Théâtre royal danois pour « immoralité » et sera joué à au Dagmar Theater en 1890. Au milieu des années 1890, elle est à l'origine du succès de l'Exposition féminine de 1895 à Copenhage. En 1898, elle cofonde l'Association des femmes du commerce et des commis, la première organisation professionnelle de femmes travaillant. 

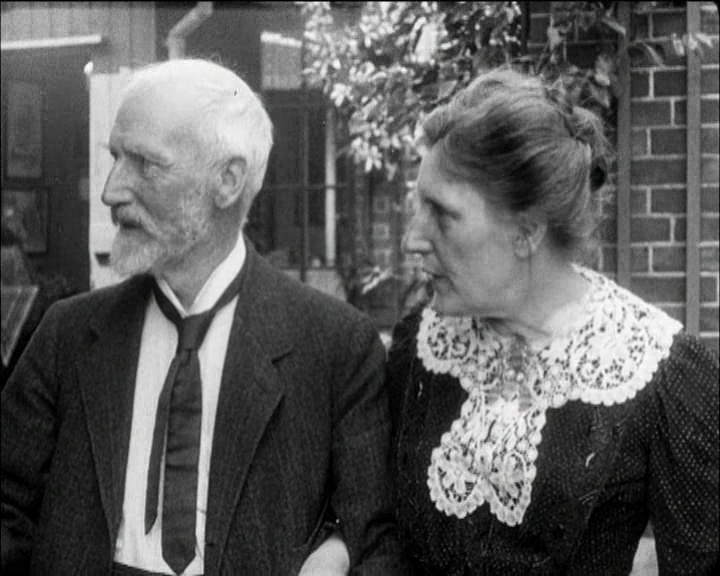
Avec son époux en 1913.

Elle publie son premier ouvrage en 1886, intitulé Et Aftenbesøg, qui est un succès. Pendant les trente années suivantes, elle écrit environ trente pièces de théâtre. Son livre, Etiquette - Comment se comporter avec les gens (danois : Takt og Tone - Om Omgang med Mennesker) est publié en 1918.
Le 21 janvier 2013, Google a confectionné un Doodle pour le 161e anniversaire d'Emma Gad. 